# Ruqayyah Boyer
Ruqayyah Boyer (Paramaribo, 28 april 1992) is een Surinaams-Guyaans model, actrice, singer-songwriter en rapper. In  2012 werd ze verkozen tot Miss Guyana.

## Biografie
Ruqayyah Boyer werd in 2012 verkozen tot Miss Guyana; ze werd gekroond door de winnares van het voorgaande jaar, Leila Lopes. Als tweede eindigde Nikita Barker en als derde Sadhna Yunus. Boyer vertegenwoordigde Guyana daarna voor de verkiezingen van Miss Universe in Las Vegas. In 2013 deed ze voor Guyana mee aan de verkiezingen van Miss World in Indonesië. Ondertussen studeerde ze aan het Institute of Creative Arts in Georgetown.
In 2015 speelde ze in A bitter lime.
In 2020 was ze een van de zeven zangers die het solostuk I’m standing with you zong. Deze songtrack werd genomineerd voor een Oscar. Ook schrijft ze zelf liedjes.